# ARAnyM
 (juin 2019).
ARAnyM est une machine virtuelle libre dont l'objectif est de faire fonctionner les systèmes d'exploitation compatibles TOS disponibles sur les gammes d'ordinateurs 16/32 bits Atari ST. Son nom signifie d'ailleurs Atari Running on Any Machine. Selon les auteurs, ARAnyM est similaire à la machine virtuelle Java mais dont le bytecode serait le langage machine du MC68040 ; il ne s'agit donc pas d'une machine virtuelle dans le sens de virtualisation. Ce n'est pas un émulateur car il n'émule pas un ordinateur en particulier mais il prend en charge les meilleurs des composants disponibles sur les différents modèles existants d'Atari ST, Atari STe, Atari TT et Atari Falcon ainsi que certains périphériques matériels comme les souris, midi, imprimante, port série et unités disques et disquettes. ARAnyM nécessite néanmoins le TOS 4.04 du Falcon pour fonctionner mais comme celui-ci est protégé par des droits d'auteur, c'est avec une version spécifique du système EmuTOS qu'il fonctionnera le mieux. Le noyau Linux/m68k peut également être utilisé.

## Développement
ARAnyM utilise en partie le code source de plusieurs autres émulateurs : UAE (CPU Motorola 680x0), STonX, Hatari (émulateur), Basilisk II et Bochs.
ARAnyM utilise la bibliothèque SDL pour les graphismes, est développé sur Linux et a été porté sur de nombreux systèmes tels que BSD, Mac OS X, Windows et toutes les plateformes prises en charge par Debian.